# Lijst van rijksmonumenten in Hillegom
De plaats Hillegom telt 7 inschrijvingen in het rijksmonumentenregister. Hieronder een overzicht. 
| Object               | Oorspronkelijke functie? | Bouwjaar | Architect | Locatie               | Coördinaten?                  | Nr.?   | Afbeelding        |
| -------------------- | ------------------------ | -------- | --------- | --------------------- | ----------------------------- | ------ | ----------------- |
| Hof van Hillegom     | Overheidsgebouw          | 1483     |           | Hoofdstraat 115       | 52° 17' 27" NB, 4° 34' 46" OL | 22132  | Meer afbeeldingen |
| Het Klokgeveltje     | Woonhuis                 | 17e eeuw |           | Hoofdstraat 140       | 52° 17' 31" NB, 4° 34' 41" OL | 22133  | Meer afbeeldingen |
| Oude Pomp            | Straatmeubilair          | 1740     |           | Hoofdstraat bij 140   | 52° 17' 31" NB, 4° 34' 41" OL | 22134  | Meer afbeeldingen |
| Herenhuis            | Handel en kantoor        | 18e eeuw |           | Hoofdstraat 142       | 52° 17' 31" NB, 4° 34' 41" OL | 22135  | Meer afbeeldingen |
| Maartenskerk         | Kerk en kerkonderdeel    | 15e eeuw |           | Kerkplein 1           | 52° 17' 28" NB, 4° 34' 41" OL | 22136  | Meer afbeeldingen |
| Bollenschuur Ruigrok | Boerderij                | 1906     |           | Zuider Leidsevaart 2A | 52° 17' 52" NB, 4° 33' 13" OL | 510705 | Meer afbeeldingen |
| Huize Eendracht      | Woonhuis                 | 1895     |           | Weeresteinstraat 126  | 52° 18' 15" NB, 4° 35' 6" OL  | 510706 | Huize Eendracht   |